# 103-я стрелковая дивизия (2-го формирования)
103-я стрелковая дивизия (2-го формирования) — (соединение, стрелковая дивизия) РККА и Советской Армии Вооружённых Сил СССР.
Принимала участие в Великой Отечественной войне.
Боевые периоды: 10.04.1942-30.06.1942.

## История
Сформирована в декабре 1941 года в г. Самарканд в Среднеазиатском военном округе как 463-я стрелковая дивизия.
В январе 1942 была переименована в 103-ю стрелковую дивизию (2-го формирования).
С 27.01.1942 г. находилась в резерве Верховного Главного Командования.
01.03.1942 г. отправлена из Самарканда в Старобельск, в состав 28-й резервной армии.
Располагалась в районе Штормово, где продолжила курс боевой подготовки.

### Боевой путь
Участвовала в неудачном для РККА наступлении на Харков в мае 1942 года в составе 6-й Армии Юго-Западного фронта.
В начале мая 1942 находилась во втором эшелоне 6-й армии (на удалении от передовых частей 20-40 км) в районе Куйбышево и в боях не участвовала.
В ночь на 13 мая дивизия начала выдвижение в район боевых действий.
К исходу 17 мая дивизия сосредоточилась в районе Берека, Западенька ожидая ввода в прорыв вслед за танковыми корпусами
19 мая совместно с силами 411 сд (которая наступала в первом эшелоне из района Алексеевское — Радомысловка) один полк дивизии введен в бой севернее Охочее и атаковал противника в районе совхоза «Красный гигант», остальные силы дивизии находились в резерве 6-й Армии, с введением в бой которых медлил командующий армией. 
В связи с прорывом 18 мая противником южного фаса Барвенковского выступа на участке 9 А 103 сд была 20 мая выведена из состава ударной группы 6А (кроме 583 сп и 271 ап которые остались вести бой вместе с 411сд) и направлена маршем на участок прорыва к р. Берека.
К исходу 20 мая подошла к Алексеевке, откуда 6А начала свое наступление 12 мая. Дивизия направлялась в районе Красногорка, но была повернута в процессе движения на Лозовенька.
 Движение стрелковых соединений к участку прорыва из-за отсутствия автотранспорта шло медленно. Лишь к вечеру 21 мая дивизия подошла к району интенсивных боев в районе Лозовеньки.
В течение 22-24 мая части 103 сд совместно с 21 танкового корпуса генерал-майора Кузьмина Г.И вели оборонительные бои за Лозовеньку, в которых понесла большие потери. 22 мая вела наступление на Волвенково, успеха не имела. Боевые порядки наших войск непрерывно, до 25-30 самолётов, бомбились немецкой авиацией.
Дивизия предприняла несколько атак на Лозовеньку, но овладеть селом не удалось. К исходу 25 мая в полках дивизии оставалось по 300—400 боеспособных бойцов. Здесь, в районе Лозовеньки, скопились перемешавшиеся и потерявшие управление части из состава окруженных армий.
25 мая дивизия получила приказ на прорыв из окружения в общем направлении на Чепель. Левее наступала 317 сд, правее 150 сд. Вечером наши войска оставив или уничтожив тылы пошли на прорыв севернее этого села. После 30 мин артподготовки в 22:30 начался прорыв из окружения. Ожидавшиеся к началу атаки танки из состава 21 танкового корпуса Кузьмина так и не прибыли. Преодолев оборону противника к 1ч 35м 26 мая прорывавшаяся группа достигла выс. 185,6. За группой шли части полка НКВД и неорганизованные группы бойцов и обозов. Прорвавшиеся части стали пробиваться на Садки. Утром прорывающаяся группа попала под удар танков и авиации противника и была рассеяна на более мелкие группы. Командир дивизии Чанышев вместе с группой из 150 человек вышел из окружения 27 мая в районе Чепеля. Начальник штаба полковник Яковлев И. Я. попал в плен.
По окончании Харьковской операции дивизия расформирована.

## В составе
| Дата            | Фронт (округ)      | Армия      | Корпус | Приданные части |
| --------------- | ------------------ | ---------- | ------ | --------------- |
| 01.01.1942 года | САВО               |            |        |                 |
| 01.02.1942 года | САВО               |            |        |                 |
| 01.03.1942 года | Резерв Ставки ВГК  |            |        |                 |
| 01.04.1942 года | Резерв Ставки ВГК  | 28-я армия |        |                 |
| 01.05.1942 года | Юго-Западный фронт | 6 -я армия |        |                 |
| 01.06.1942 года | Юго-Западный фронт | 6 -я армия |        |                 |

## Состав
- управление
- 393-й стрелковый полк
- 583-й стрелковый полк
- 688-й стрелковый полк
- 271-й артиллерийский полк
- 155-й отдельный истребительно-противотанковый дивизион
- 256-я зенитная батарея
- 163-й миномётный дивизион
- 491-я разведывательная рота
- 141-й сапёрный батальон
- 146-й батальон связи
- 139-й медико-санитарный батальон
- 95-я рота химической защиты
- 82-я автотранспортная рота
- 462-я полевая хлебопекарня
- 63-й дивизионный ветеринарный лазарет
- 1878-я полевая почтовая станция
- 1104-я полевая касса Госбанка

## Командование (период)

### Командиры дивизии
- Чанышев, Якуб Джангирович (06.11.1941-25.05.1942), полковник

### Начальники штаба
- Яковлев Иван Яковлевич, полковник. Попал в плен.[10]

### Командиры полков
Полками командовали:

#### 393-й стрелковый полк
- Скибин Родион Карпович (с 06.05.1942)[11]

#### 583-й стрелковый полк
- Мазуров Владимир Миронович (с 06.05.1942) Пропал без вести в мае 1942 года.[12]

#### 688-й стрелковый полк
- Фомин Александр Антонович (с 06.05.1942) Пропал без вести в мае 1942 года.[13]